# Crazy Climber
Crazy Climber est un jeu vidéo développé par Nichibutsu sur borne d'arcade en 1980. C'est le premier titre produit par cette entreprise japonaise.